# Ханс Ото Ердман
Ханс Ото Ердман (на немски: Hans Otto Erdmann) е германски оберстлейтенант, участвал в опита за убийство на фюрера Адолф Хитлер от 20 юли 1944 г.

## Биография
Ердман е роден в Инстербург, Източна Прусия (днес Черняховск, Русия). През Първата световна война Ердман служи като офицер в германската армия и по-късно работи като пощенски служител. През 1935 г. той се присъединява към Вермахта и е Генералкомандо в Кьонигсберг през 1944 г.
През юни 1944 г. Клаус фон Щауфенберг информира Ердман за планираното убийство на Адолф Хитлер. В Операция Валкирия се планира Ердман да организира превземането на обществени сгради и радиостанции в Източна Прусия.
След като заговора от 20 юли се проваля, Ердман е арестуван на 17 август 1944 г. и осъден на смърт от германската Народна съдебна палата на 4 септември 1944 г. Той е обесен в същия ден в затвора Пльоцензе в Берлин.